# Dunaújváros Gorillaz 2020
Questa voce raccoglie le informazioni riguardanti i Dunaújváros Gorillaz nelle competizioni ufficiali della stagione 2020.

## Divízió I 2020

### Stagione regolare
| 27 settembre 2020 3ª giornata | Dunaújváros Gorillaz | 0 – 20 | Szombathely Crushers |  |

| 10 ottobre 2020 4ª giornata | DEAC Gladiators | 53 – 14 | Dunaújváros Gorillaz |  |

| 25 ottobre 2020, ore 15:00 6ª giornata | Dunaújváros Gorillaz | 0 – 30 | Győr Sharks |  |

## Statistiche di squadra
| Competizione      | %Vittorie | In casa | In casa | In casa | In casa | In casa | In casa | In trasferta | In trasferta | In trasferta | In trasferta | In trasferta | In trasferta | Totale | Totale | Totale | Totale | Totale | Totale |
| Competizione      | %Vittorie | G       | V       | N       | P       | Pf      | Ps      | G            | V            | N            | P            | Pf           | Ps           | G      | V      | N      | P      | Pf     | Ps     |
| ----------------- | --------- | ------- | ------- | ------- | ------- | ------- | ------- | ------------ | ------------ | ------------ | ------------ | ------------ | ------------ | ------ | ------ | ------ | ------ | ------ | ------ |
| Stagione regolare | .000      | 2       | 0       | 0       | 2       | 0       | 50      | 1            | 0            | 0            | 1            | 14           | 53           | 3      | 0      | 0      | 3      | 14     | 103    |
| Totale            | .000      | 2       | 0       | 0       | 2       | 0       | 50      | 1            | 0            | 0            | 1            | 14           | 53           | 3      | 0      | 0      | 3      | 14     | 103    |